# Симеон Янков
Симеон Янков Янков е български офицер (генерал-майор).

## Биография
Симеон Янков е роден на 6 август 1858 година в Ески Джумая. През 1883 година завършва Военното училище в София, също така учи и във военно-инженерната академия в Русия. На 30 август 1883 година е произведен в чин подпоручик, на 24 март 1886 година в чин поручик, през 1888 година в чин капитан, през 1893 година в чин майор, през 1898 година в чин подполковник. През 1900 година, като инженер служи в инженерните войски като командир на 3-та пионерна дружина. През 1903 година е произведен в чин полковник. През 1909 година е назначен за Инспектор на инженерните войски. През 1910 година е произведен в чин генерал-майор.

### Балканска война (1912 – 1913)
През Балканската война (1912 – 1913) заема длъжността инспектор на инженерните войски.

### Първа световна война (1915 – 1918)
През Първата световна война (1915 – 1918) е началник на Варненския укрепен пункт, който е в състава на 3-та армия. От 1918 година завежда съобщенията в Македонската военноинспекционна област.
Дата и мястото на смъртта му не са установени.

## Военни звания
- Подпоручик (30 август 1883)
- Поручик (24 март 1886)
- Капитан (1888)
- Майор (1893)
- Подполковник (1898)
- Полковник (1903)
- Генерал-майор (1910)

## Награди
- Княжеский орден „Св. Александър“ V степен с мечове;
- Княжеский орден „Св. Александър“ IV степен без мечове
- Княжеский орден „Св. Александър“ II степен с мечове
- Народен орден „За военна заслуга“ III степен на обикновена лента
- Орден „За заслуга“ на обикновена лента